# Juan Castañeda
Juan Castañeda Cortes (Burgos, 18 ottobre 1980) è uno schermidore spagnolo, specializzato nella spada. Ha vinto una medaglia d'argento ai Campionati mondiali di scherma.